# Крестьянская улица (Гомель)
Улица Крестьянская — улица в историческом центре Гомеля. Одна из старейших улиц города, известна с XVI века. На картах города изображается с конца XVIII века.
Улица протянулась от улицы Пушкина до улицы Гагарина. Проходит по территории Центрального района города.

## История иэтимологиягодонима
Является одной из старейших улиц города. После строительства на углу с Румянцевской улицей (ныне Советская) улица была названа Троицкой. Сейчас на месте Троицкой церкви расположена гостиница «Сож».
В дореволюционное время на улице находилась одна из лучших аптек города - аптека Эфрота (располагалась на месте современного здания горисполкома.
Переименование Троицкой улицы в Крестьянскую произошло в 1927 году и знаменовало начало сплошной коллективизации.

## Архитектура
- Здание горисполкома
- Здание бывшего коммерческого банка (ныне управление торговли Гомельского горисполкома). Архитектор С.Д. Шабуневский.
- Городская стоматологическая поликлиника
- Средняя школа № 24
- Центральный рынок

## Пересекает улицы
- Советскую
- Кирова
- Проспект Ленина
- Катунина